# Amazona aestiva aestiva

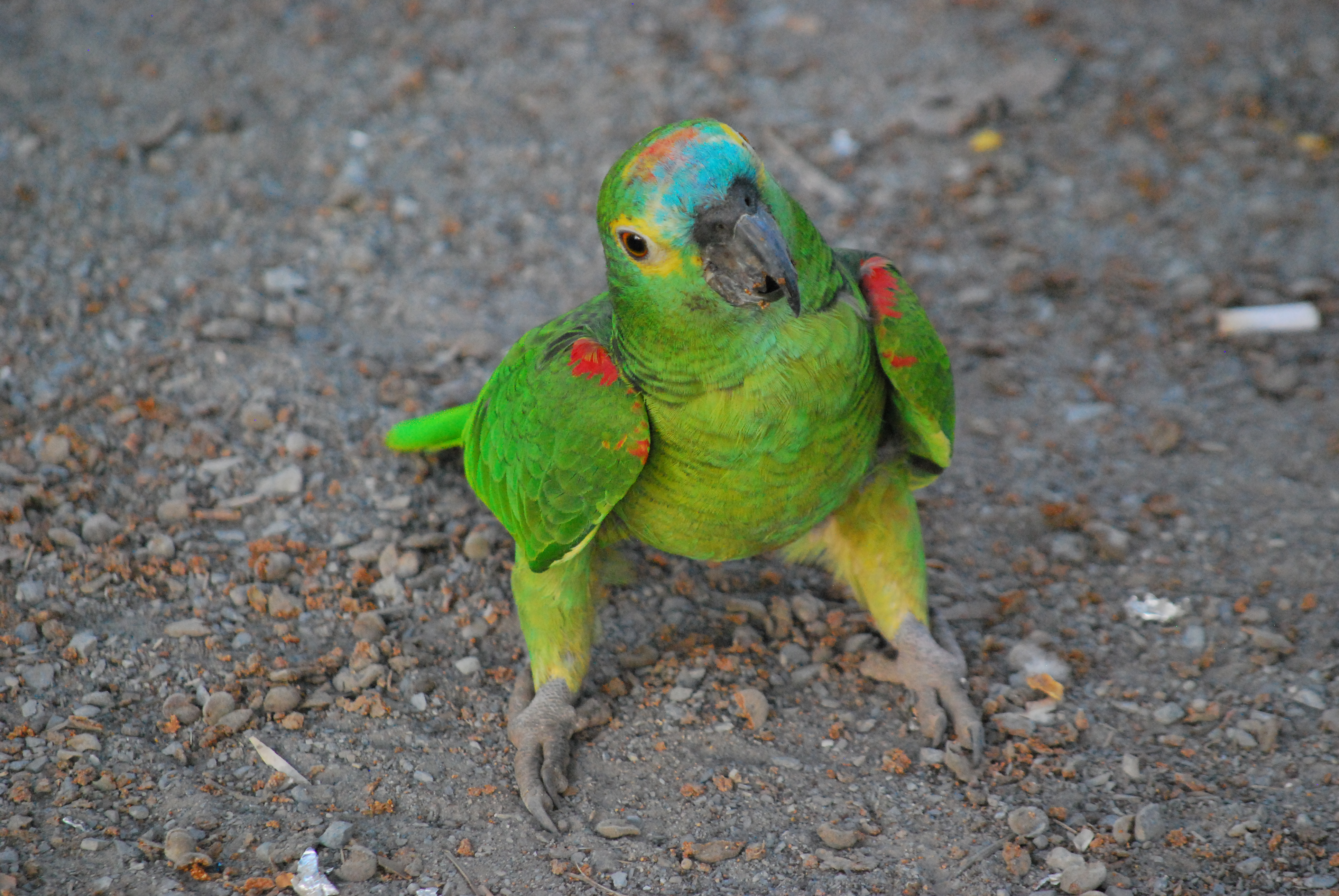
Un Amazona aestiva aestiva en Mato Grosso.

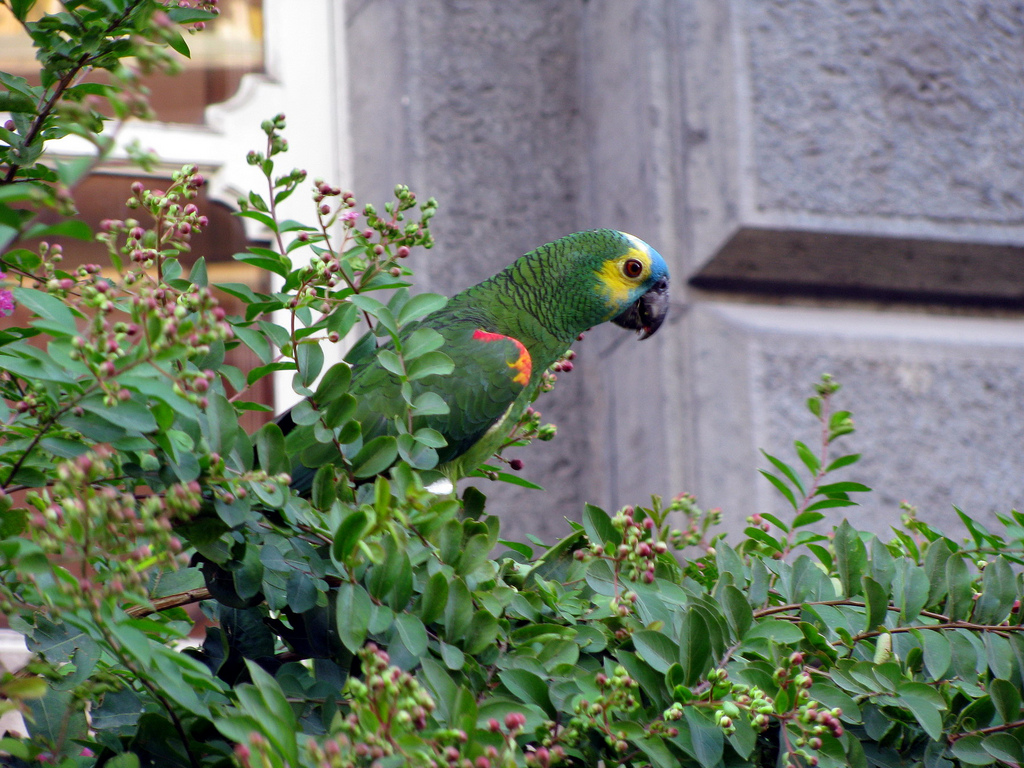
Un Amazona aestiva aestiva escapado, en Nápoles, Italia.

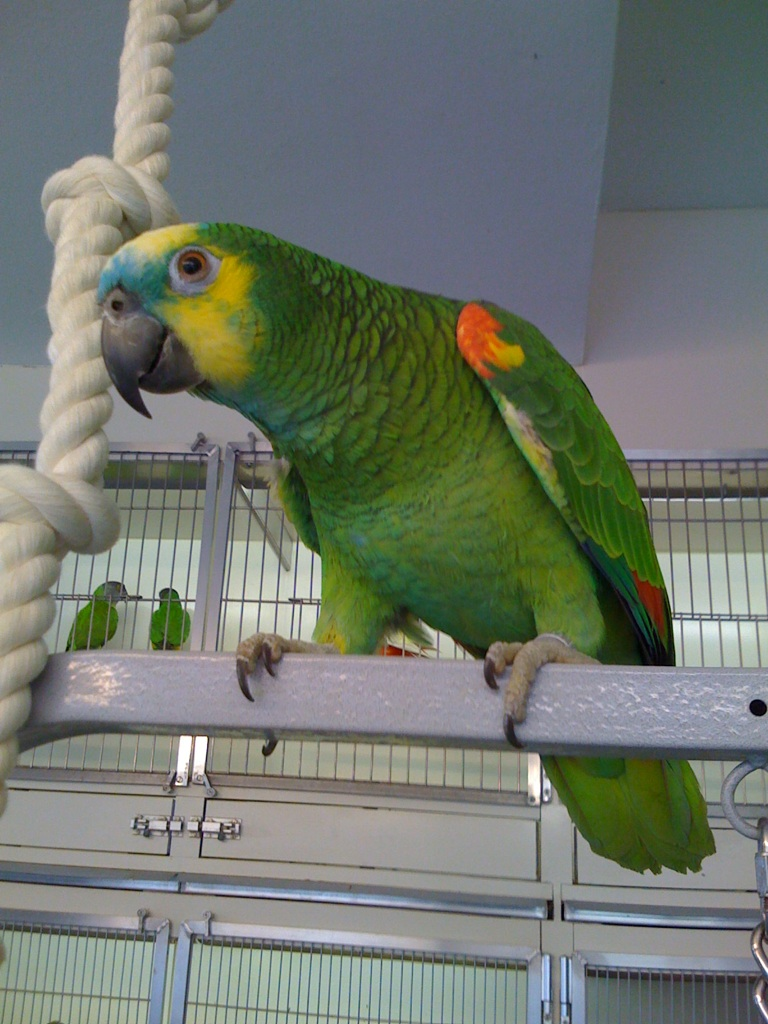
Un Amazona aestiva aestiva cautivo.

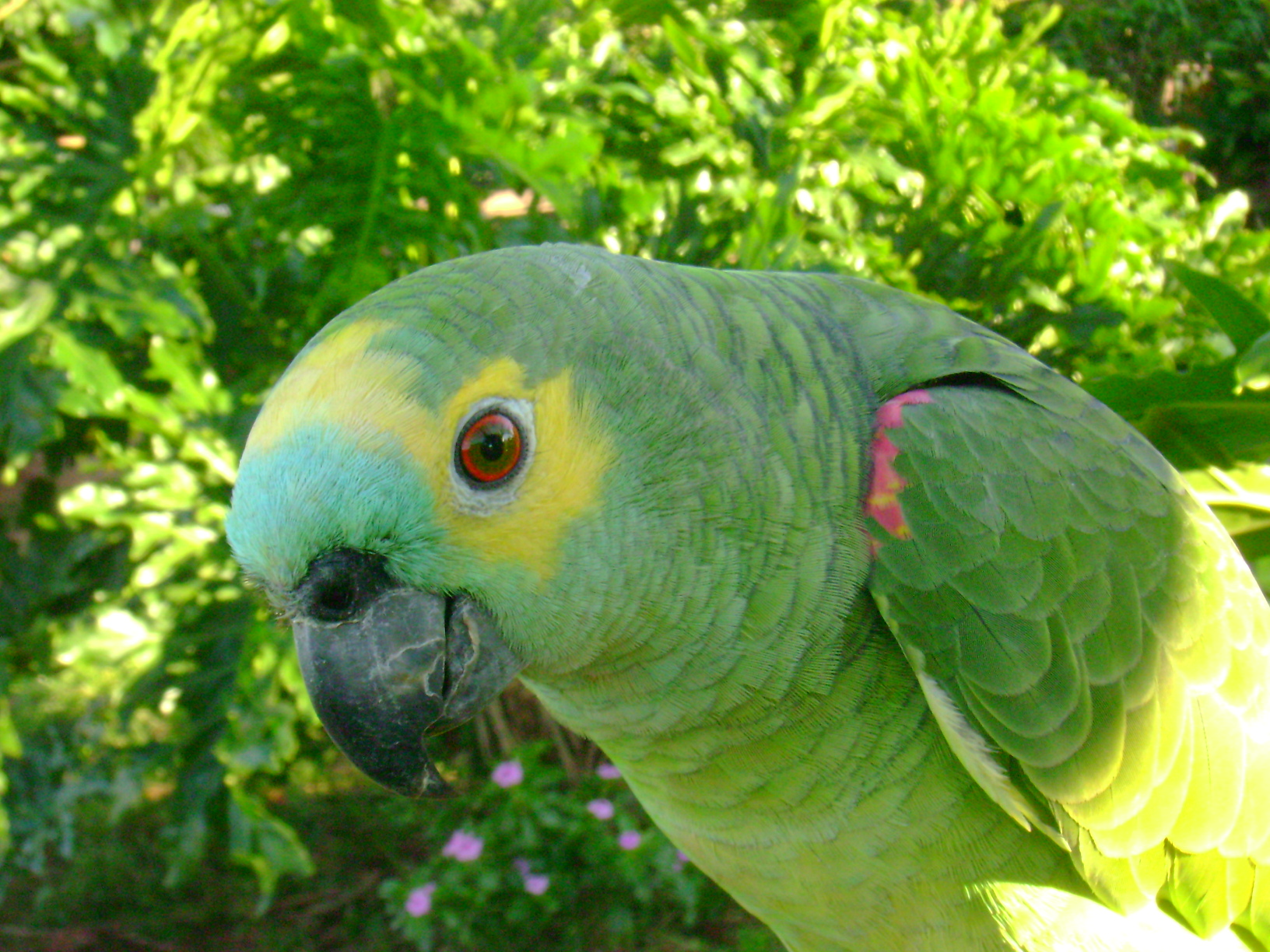
Un Amazona aestiva aestiva cautivo en Brasil.

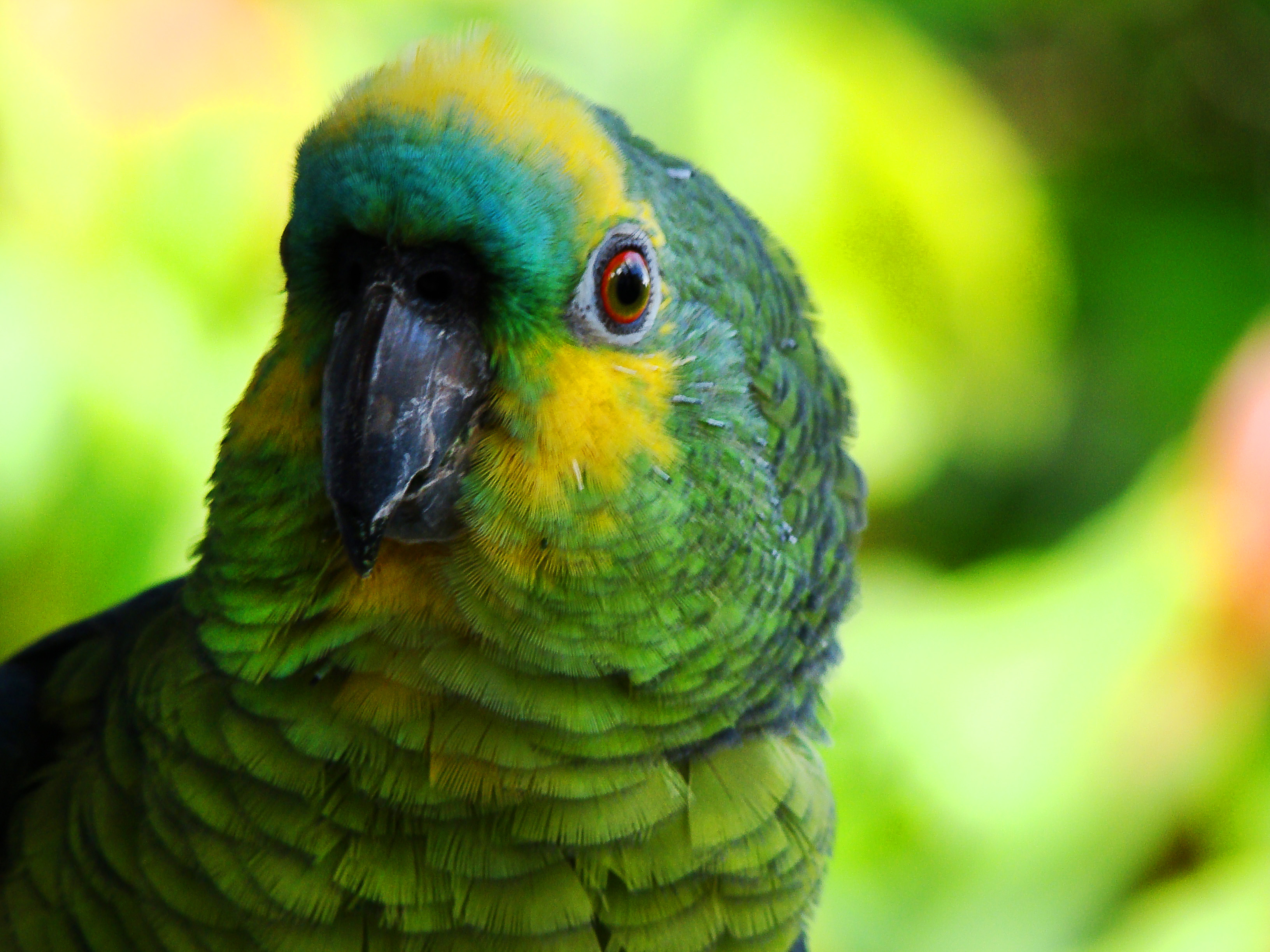
Cabeza de un Amazona aestiva aestiva cautivo.

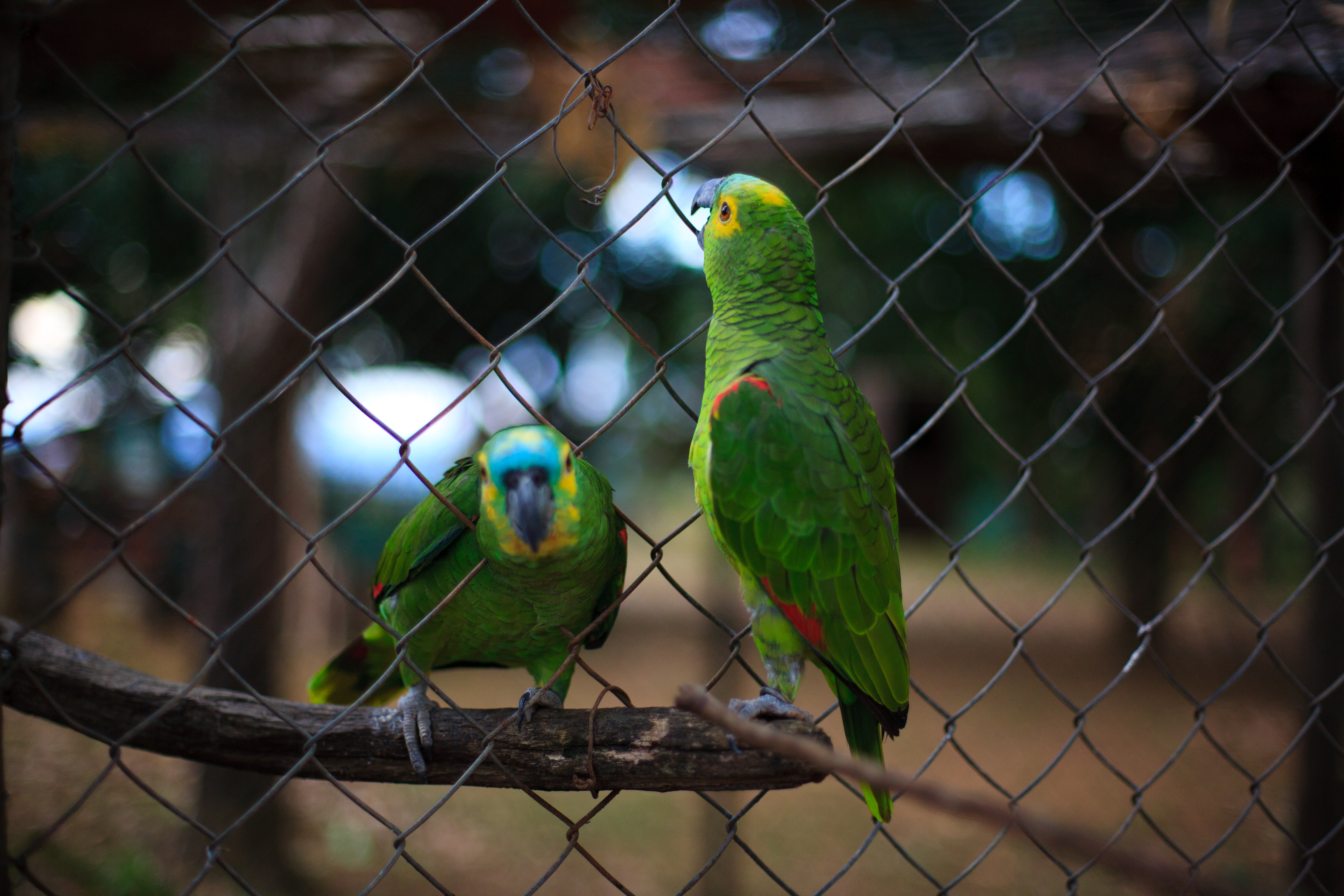
Una pareja de Amazona aestiva aestiva cautiva en Brasil.

El loro hablador brasileño (Amazona aestiva aestiva), también llamado comúnmente amazona de frente azul o amazona de ala roja, es una de las 2 subespecies —la nominal— en que se divide la especie Amazona aestiva, del género Amazona. Habita en selvas del este de América del Sur.

## Descripción
El sexo de los ejemplares de este taxón no se distingue a simple vista. Hay autores que afirman que los machos son más grandes, o que el pico y la cabeza de ambos es diferente, pero estas distinciones son totalmente subjetivas. Mide de 35 a 37 cm, llegando a pesar entre 350-450 g. Ojos de color naranja. El pico de color negruzco y las patas grises.  El plumaje es en general de color verde, frente y bridas azuladas, garganta, mejilla y capirote amarillos. El borde de las alas es rojo o amarillo, con las coberteras alares rojas. 
En los ejemplares jóvenes el color de la cabeza es pálido, y la pupila es de color gris oscuro hasta que alcanzan un año de edad.

### Especiación de ambas subespecies
Partiendo de un único taxón, ambas subespecies habrían evolucionado o por una especiación peripátrica por evento fundador —de aves de las yungas hacia la mata Atlántica o viceversa—, o en un marco en donde la totalidad de los ejemplares de la especie vivían juntos. En este último caso, cambios climáticos habrían aislado a las formaciones arbóreas (el hábitat de la especie) en dos núcleos —uno oriental y otro occidental— y con ello separado en vicarianza en dos grupos a los integrantes de la especie, en sendos refugios glaciales pleistocénicos —teoría de los refugios pleistocénicos— provocados por periodos secos y fríos los que redundaron en una contracción en la distribución de las selvas perennifolias, las cuales se refugiaban en dichos núcleos, en donde aún permanecían las condiciones climáticas que les eran favorables.
Tanto en uno como en otro caso, ambas poblaciones, sometidas a ambientes diferentes y debido a la acumulación de mutaciones y a la selección natural, evolucionaron por caminos diferentes. Esta alopátrica evolución no tuvo el tiempo suficiente para diferenciarse a nivel de especie, por lo que los miembros de las dos subpoblaciones eran aún capaces de cruzarse con éxito entre ellos cuando, posteriormente, nuevos cambios climáticos favorecieron la expansión de la superficie de las forestas, y su regreso al hiato central, lo que se tradujo en movimientos biogeográficos de retorno, y así intergradando ambos taxones. 
Áreas núcleo y áreas de intergradación
- El área núcleo de Amazona aestiva aestiva es la mata Atlántica del este del Brasil.

- El área núcleo de Amazona aestiva xanthopteryx es el distrito fitogeográfico de la Selva Pedemontana de la provincia fitogeográfica de las Yungas y las áreas próximas de los distritos chaqueños Occidental, Árido, y Serrano de la provincia fitogeográfica Chaqueña.

- Una amplia zona de intergradación entre ambos taxones se produce en el distrito Oriental —o Chaco Húmedo— de la provincia fitogeográfica Chaqueña, así como en sectores australes de la del Cerrado. El ser estas poblaciones muy inconstantes en sus caracteres morfológicos, ha impidido una diferenciación sistemática propia, por lo que se los asigna a A. a. xanthopteryx.

## Costumbres

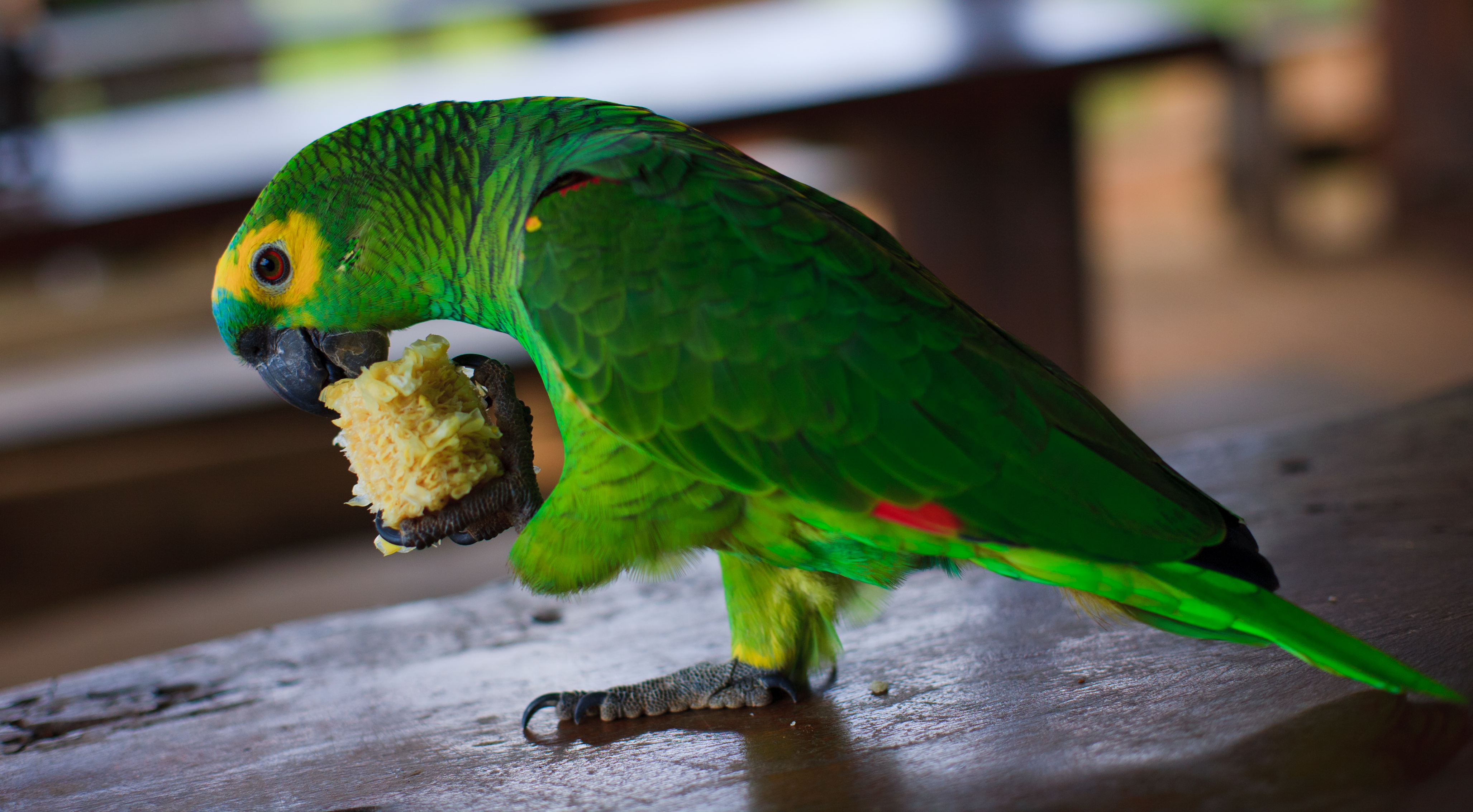
Un Amazona aestiva aestiva cautivo en Brasil.

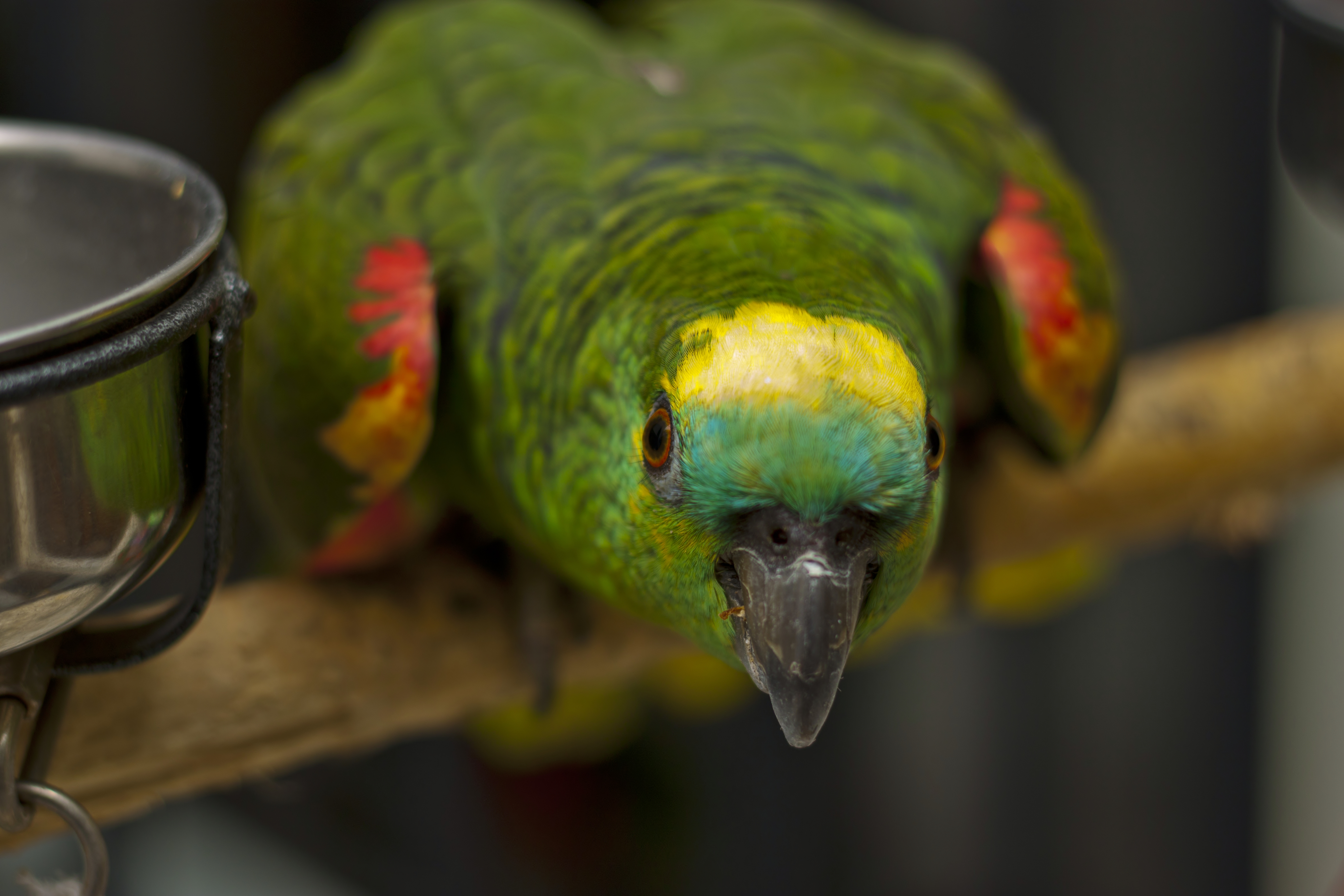
Un Amazona aestiva aestiva cautivo en Buenos Aires.

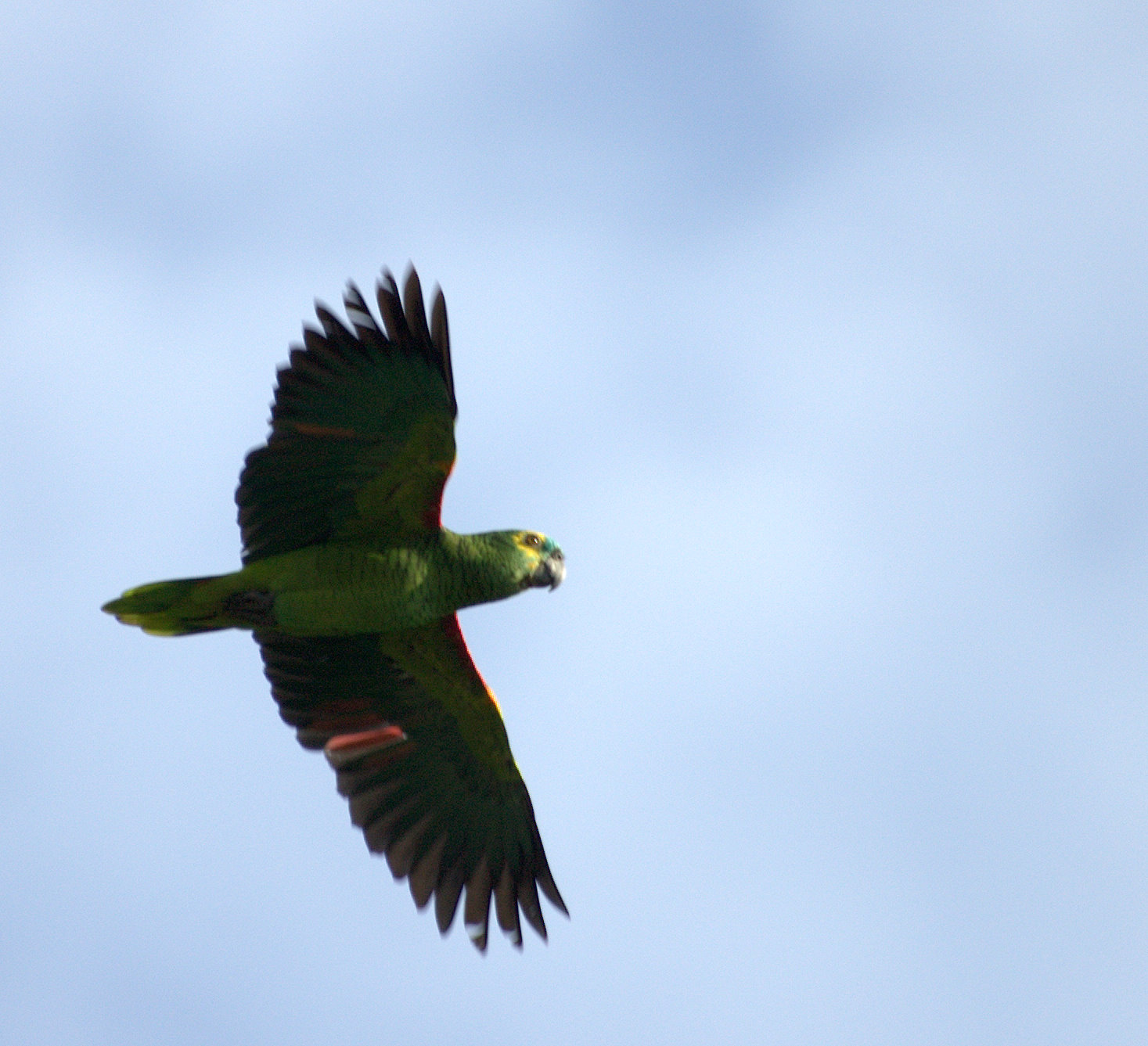
Un Amazona aestiva aestiva volando en el Parque da Independência, Museo de Ipiranga, São Paulo, Brasil.

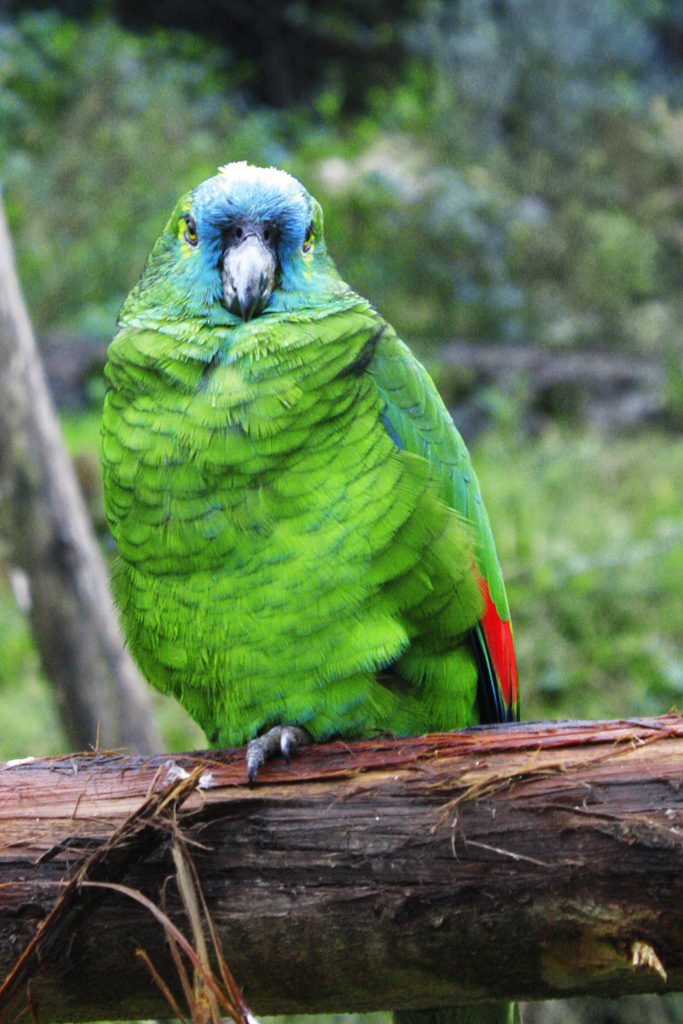
Un Amazona aestiva aestiva cautivo en Río Grande del Sur, Brasil.

Al amanecer grandes bandadas de ejemplares de este taxón abandonan los dormideros donde han pasado la noche (generalmente grupos de áltos árboles), y se desplazan en busca de alimento a muchos kilómetros a la redonda, incluso a áreas más abiertas o transformadas. Durante el vuelo en bandada, dentro del grupo, las parejas ya formadas vuelan juntas. Para mantenerse unidos, emiten en coro un potente e insistente reclamo: kreo ... kreo, el cual permite desde muy lejos detectarlo, por lo menos a nivel genérico.

### Alimentación
La dieta de esta subespecie se compone principalmente de semillas, frutas, y brotes de hojas. 

### Reproducción
Esta subespecie suele criar una vez por temporada, en primavera. Nidifica en huecos de árboles, ya sea agrandando los construidos por otras aves, como también horadándolos ellos mismos, en especial en árboles enfermos o en ramas muertas. La hembra pone de dos a cinco huevos que incubará durante un periodo aproximado de 25 a 28 días. El macho se ocupará de alimentar a la hembra durante el periodo de incubación, y la hembra a los polluelos durante las tres semanas que la hembra pasa dentro del nido con los pollos después de la eclosión. Las crías abandonan el nido a las 8-9 semanas de edad y seguirán siendo alimentados por los progenitores durante algún tiempo más. Alcanzarán la madurez sexual a la edad de 5-6 años.

## Distribución

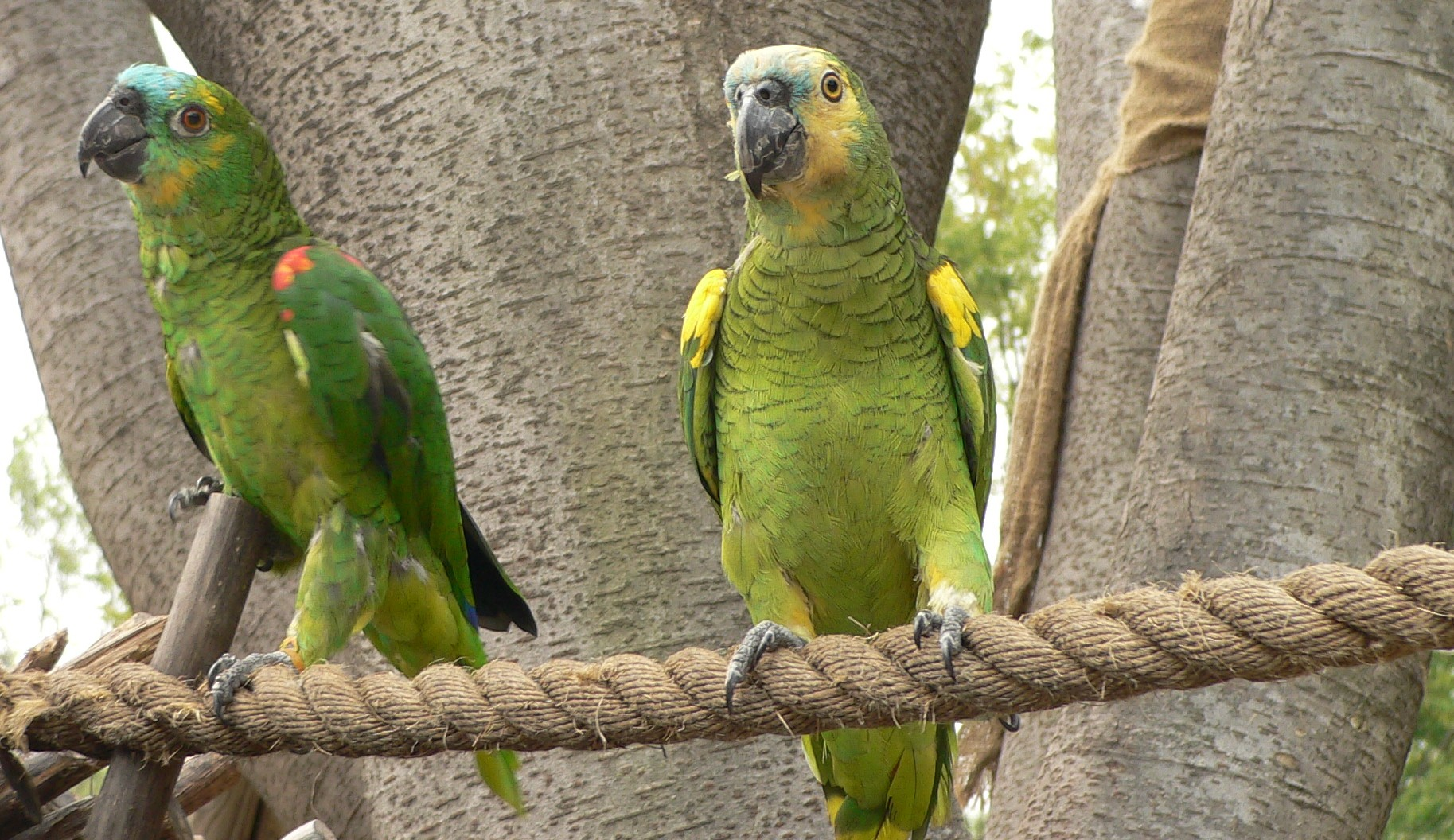
Ambas subespecies juntas en cautividad. A la izquierda: Amazona aestiva aestiva, a la derecha: Amazona aestiva xanthopteryx.

Esta subespecie habita en el este de Brasil, en los estados de: Alagoas, Bahía, Ceará, Espirito Santo, Goiás, Maranhão, Mato Grosso, Mato Grosso do Sul, Minas Gerais, Pará, Paraná, Piauí, Río de Janeiro, Río Grande del Sur, Santa Catarina, São Paulo, Tocantins, y Distrito Federal de Brasil. Sería solo ocasional en el noreste de la Argentina en las provincia de Misiones. Al ser una especie muy comercializada y con abundantes fugas, no es fácil asignar el origen de los ejemplares misioneros observados a fines del siglo XX, o principios del XXI.

## Hábitat
Esta subespecie habita en pluviselvas de densa cobertura arbórea, las que pueden ser montañas o de llanura, semicaducas o perennifolias, primarias o secundarias, tropicales o subtropicales. Dichas selvas están conformadas por 4 o 5 estratos verticales, y en su estado clímax superan los 30 metros de altura, y aún más. Destacan la abundancia de palmeras, aráceas, orquidáceas, bromeliáceas, helechos arbóreos, Heliconias, etc. Es alta la estacionalidad de la temperatura y de las precipitaciones, lo que determina un patrón estacional en la productividad primaria de estas selvas.

## Identificación
Esta subespecie se diferencia en que presenta las cobertoras alares (la zona de los hombros) con la mancha de color más limitada, y en esta domina el rojo, siendo mucho menor (y más oscuro) el amarillo ——incluso puede estar ausente—. El color general es de un verde de tonos algo más oscuros, con la mancha de color en la cabeza más limitada y coloreada mucho más con azul y menos con amarillo (el que es más oscuro) ——e incluso puede estar ausente, siendo reemplazado por verde—.

## Cautividad
Los ejemplares de esta subespecie son muy buscados para ser ofrecidos en el comercio de mascotas, al ser uno de los mejores imitadores que existen dentro del grupo de los psitácidos después de los yacos, con una voz muy potente y aguda. Tienen una alta capacidad de aprendizaje, sobre todo en individuos jóvenes, pues conforme van creciendo su capacidad de aprendizaje disminuye. En cautiverio, los ejemplares de esta subespecie se reproducen con relativa facilidad. En los hogares son aves muy longevas, pues pueden vivir cerca de medio siglo.
Escapan del cautiverio con suma facilidad —al tener gran detalle en la movilidad de su pico, lengua, y patas— por lo que es frecuente que forme, parejas, grupos, e incluso grandes bandadas en ciudades donde el taxón originalmente no habitaba. En esos casos, y al igual que casi todos los psitácidos, muestran una sorprendente adaptación al nuevo medio, alimentándose de los árboles cultivados en parques y jardines, y reproduciéndose en los mismos.

## Taxonomía
Esta subespecie fue descrita originalmente por Carlos Linneo en el año 1758. Su localidad tipo es: «sudeste del Brasil».

## Conservación
Esta subespecie está protegida por el convenio CITES, constando en el anexo II (especies que pueden llegar a estar amenazadas por un comercio sin control).
Es una subespecie aún bastante difundida en algunas áreas de su distribución, aunque ha desaparecido o es rara en otras. Sus poblaciones están decreciendo debido a su captura para el comercio ilegal, y en especial, a la destrucción total de su hábitat para ser transformado en campos agrícolas, fundamentalmente con destino al cultivo de soja.